# Scindapsus treubii
Scindapsus treubii — вид квіткових рослин із родини кліщинцевих (Araceae), роду Scindapsus. Це ліана, рідним ареалом якої є півострів Малайзія, пн.-зх. Борнео, Ява.